# Зонске лиге Србије у фудбалу
Зонске лиге су четврти ниво лигашких фудбалских такмичења у Србији и подељене су у 11 група. Виши степен такмичења су Српске лиге (4 групе), а нижи су разне Окружне лиге (32 лиге).

## Тренутне групе зонских лига
- Београдска зона (14 клубова)
  - Виши степен такмичења: Српска лига Београд
  - Нижи степен такмичења: Прва Београдска лига група А, Прва Београдска лига група Б и Прва Београдска лига група Ц

- Војвођанска лига Исток (16 клубова)
  - Виши степен такмичења: Српска лига Војводина
  - Нижи степен такмичења: ПФЛ Панчево и ПФЛ Зрењанин

- Војвођанска лига Север (16 клубова)
  - Виши степен такмичења: Српска лига Војводина
  - Нижи степен такмичења: ПФЛ Сомбор и ПФЛ Суботица

- Војвођанска лига Југ (16 клубова)
  - Виши степен такмичења: Српска лига Војводина
  - Нижи степен такмичења: Новосадска лига, ПФЛ Нови Сад и ПФЛ Сремска Митровица

- Зона Дрина (14 клубова)
  - Виши степен такмичења: Српска лига Запад
  - Нижи степен такмичења: Златиборска окружна лига, Колубарска окружна лига и Мачванска окружна лига

- Зона Дунав (14 клубова)
  - Виши степен такмичења: Српска лига Запад
  - Нижи степен такмичења: Браничевска окружна лига, Подунавска окружна лига и Шумадијска окружна лига

- Зона Морава (14 клубова)
  - Виши степен такмичења: Српска лига Запад
  - Нижи степен такмичења: Прва лига Крагујевца, Рашка окружна лига, Моравичка окружна лига и Окружна лига Косовска Митровица
- Зона Запад (12 клубова)
  - Виши степен такмичења: Српска лига Исток
  - Нижи степен такмичења: Прва расинска окружна лига и Поморавска окружна лига

- Зона Исток (12 клубова)
  - Виши степен такмичења: Српска лига Исток
  - Нижи степен такмичења: Борска окружна лига, Зајечарска окружна лига и Пиротска окружна лига

- Зона Југ (12 клубова)
  - Виши степен такмичења: Српска лига Исток
  - Нижи степен такмичења: Јабланичка окружна лига, Топличка окружна лига, Пчињска окружна лига, Косовска окружна лига и Окружна лига Косовског Поморавља
- Зона Центар (12 клубова)
  - Виши степен такмичења: Српска лига Исток
  - Нижи степен такмичења: Прва Нишка лига и Нишавска окружна лига

## Некадашње групе зонских лига
- Војвођанска лига Запад (2004—2014)
  - Виши степен такмичења: Српска лига Војводина

- Војвођанска лига Исток (2004—2014)
  - Виши степен такмичења: Српска лига Војводина

- Нишка зона (1992—2014)
  - Виши степен такмичења: Српска лига Исток

- Поморавско-тимочка зона (2007—2014)
  - Виши степен такмичења: Српска лига Исток
- Шумадијско-рашка зона (2018—2024)
  - Виши степен такмичења: Српска лига Запад
- Подунавско-шумадијска зона (2018—2024)
  - Виши степен такмичења: Српска лига Запад
- Колубарско-мачванска зона (2018—2024)
  - Виши степен такмичења: Српска лига Запад
- Западно-моравска зона (2018—2024)
  - Виши степен такмичења: Српска лига Запад